# Oberea partenigricollis
Oberea partenigricollis är en skalbaggsart som beskrevs av Stefan von Breuning 1962. Oberea partenigricollis ingår i släktet Oberea och familjen långhorningar.
Artens utbredningsområde är Filippinerna. Inga underarter finns listade i Catalogue of Life.